# 柴﨑光子
柴﨑 光子（しばさき みつこ、1974年（昭和49年）12月9日 - ）は、日本の政治家、税理士。埼玉県和光市長（2期）。

## 来歴
埼玉県和光市生まれ。両親は農業を営んでいた。和光市立白子小学校、富士見中学校高等学校卒業。1997年（平成9年）3月、学習院大学経済学部経済学科卒業。大学時代は島野卓爾教授の国際貿易・経済ゼミに所属した。同年、ソフィア税理士法人に入所。複数の税理士法人に勤務したあと、2012年（平成24年）、柴﨑光子税理士事務所を設立した。
2014年（平成26年）和光市監査委員
2018年（平成30年) 、シンガポールに家族とともに滞在。同国にて、日本人の経営する投資ファンドにて財務、経理などを担当した。
2021年（令和3年）、帰国。同年4月12日、和光市長の松本武洋が元保健福祉部長による高齢者からの現金着服事件の責任を負い、5月8日付をもって市長を辞職すると表明した。4月19日、柴﨑は松本の辞職に伴う和光市長選挙に立候補する意向を表明。
同年5月23日に行われた和光市長選挙に立候補。「市政の継承」を掲げる事で前市長の松本の支援を受け、前市議会議長の吉田武司との一騎打ちを制し、初当選を果たした。
※当日有権者数：66,200人 最終投票率：45.50%（前回比：pts）
| 候補者名 | 年齢 | 所属党派 | 新旧別 | 得票数   | 得票率 | 推薦・支持 |
| -------- | ---- | -------- | ------ | -------- | ------ | ---------- |
| 柴﨑光子 | 46   | 無所属   | 新     | 18,387票 | 61.86% |            |
| 吉田武司 | 60   | 無所属   | 新     | 11,336票 | 38.14% |            |

2025年（令和7年）5月18日、自身の任期満了による和光市長選挙に立候補し、元和光市議の安保友博を破って再選を果たした。
※当日有権者数：67,496人 最終投票率：41.04%（前回比：-4.46pts）
| 候補者名 | 年齢 | 所属党派 | 新旧別 | 得票数   | 得票率 | 推薦・支持 |
| -------- | ---- | -------- | ------ | -------- | ------ | ---------- |
| 柴﨑光子 | 50   | 無所属   | 現     | 15,889票 | 57.94% |            |
| 安保友博 | 44   | 無所属   | 新     | 11,535票 | 42.06% |            |

## 市政
- 2023年（令和5年）1月10日、性的少数者（LGBTなど）のカップルと同一生計の子や親を公的に家族と認める「和光市パートナーシップ・ファミリーシップ届出制度」を導入した[12]。